# Ẽ
Cette page contient des caractères spéciaux ou non latins. S’ils s’affichent mal (▯, ?, etc.), consultez la page d’aide Unicode.
Ẽ (minuscule : ẽ), ou E tilde, est un graphème utilisé dans l’écriture de l’apalai, du guarani, du kaliko, du koro wachi, de l’umbundu, du vietnamien, du zarma. Cette lettre était également employée en galaïco-portugais médiéval et se trouve ainsi toujours utilisée dans les éditions modernes de textes en cette langue.
Il s'agit de la lettre E diacritée d'un tilde.

## Utilisation
Le E tilde représente généralement la voyelle mi-fermée antérieure non arrondie ou mi-ouverte antérieure non arrondie nasalisée, /ẽ/ ou /ɛ̃/.
En vietnamien, le tilde indique un ton montant glottalisé.

## Représentations informatiques
Le E tilde peut être représenté avec les caractères Unicode suivants
- précomposé (latin étendu additionnel)[1] :

| formes    | représentations | chaînes de caractères | points de code | descriptions                    |
| --------- | --------------- | --------------------- | -------------- | ------------------------------- |
| capitale  | Ẽ               | Ẽ                     | U+1EBC         | lettre majuscule latine e tilde |
| minuscule | ẽ               | ẽ                     | U+1EBD         | lettre minuscule latine e tilde |

- décomposé (latin de base, diacritiques) :

| formes    | représentations | chaînes de caractères | points de code | descriptions                                |
| --------- | --------------- | --------------------- | -------------- | ------------------------------------------- |
| capitale  | Ẽ               | E◌̃                    | U+0045 U+0303  | lettre majuscule latine e diacritique tilde |
| minuscule | ẽ               | e◌̃                    | U+0065 U+0303  | lettre minuscule latine e diacritique tilde |